# Garmeh
Garmeh (persiska: گرمه) är en stad i östra Iran. Den är administrativt centrum för delprovinsen (shahrestan) Garmeh, i provinsen Nordkhorasan. Garmeh ligger 1 051 meter över havet.